# Otto Fahr
Otto Fahr (Alemania, 19 de agosto de 1892-Stuttgart, 28 de febrero de 1969) fue un nadador alemán especializado en pruebas de estilo espalda, donde consiguió ser campeón olímpico en 1912 en los 100 metros.

## Carrera deportiva
En los Juegos Olímpicos de Estocolmo 1912 ganó la medalla de plata en los 100 metros estilo espalda con un tiempo de 1:22.4 segundos, tras el estadounidense Harry Hebner (oro con 1:21.2 segundos) y por delante de su paisano alemán Paul Kellner.